# Agogo (Ghana)
Agogo is een plaats in Ghana (regio Ashanti). De plaats telt 28 271 inwoners (census 2000).